# Jüdischer Friedhof Knittelfeld

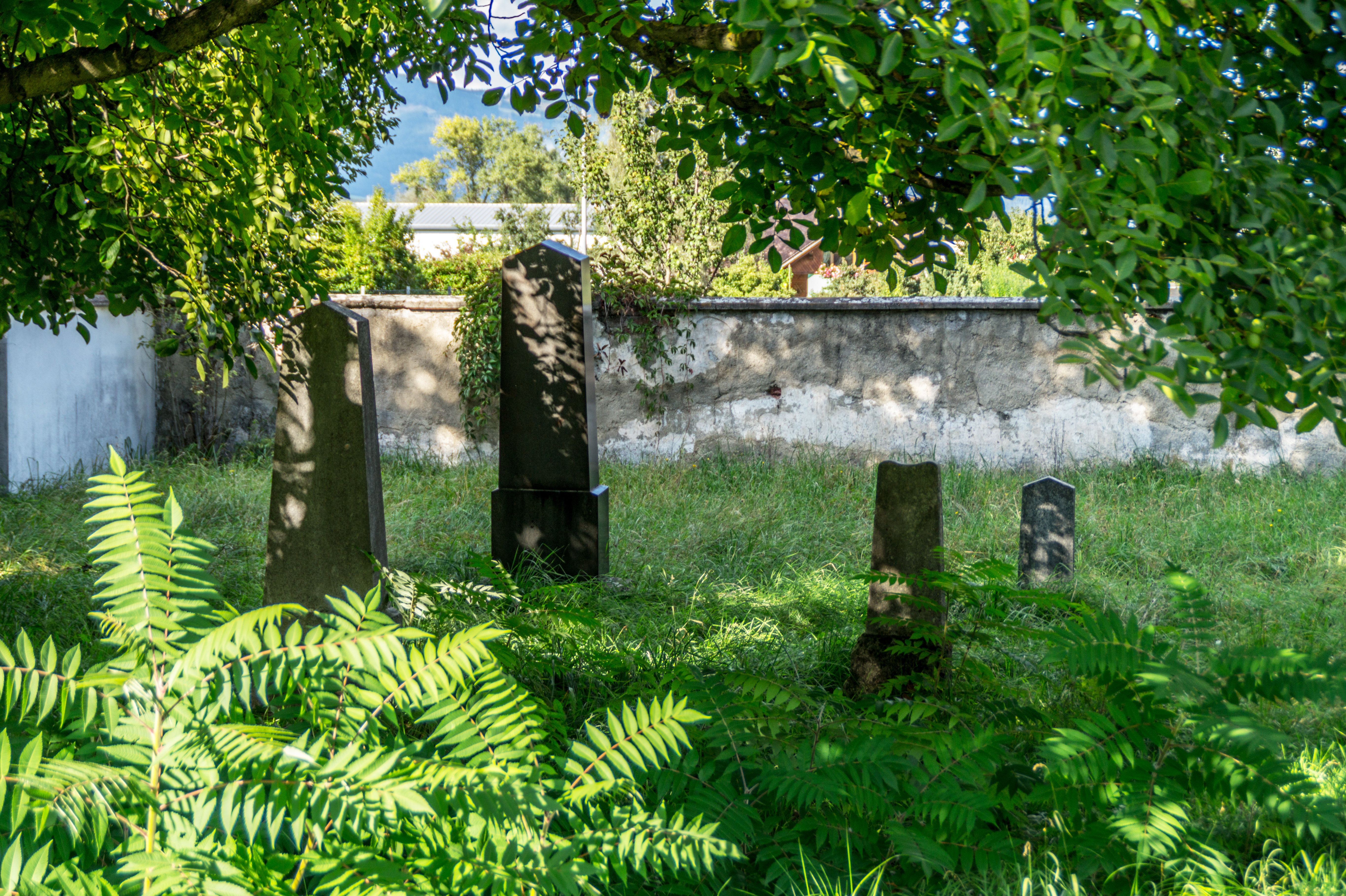
Jüdischer Friedhof in Knittelfeld (2015)

Der Jüdische Friedhof Knittelfeld befindet sich in der Stadt Knittelfeld im Bezirk Murtal in der Steiermark. Der jüdische Friedhof, der 1905 angelegt wurde, liegt bei Lendgasse 17a.

## Geschichte
Nach Plünderungen, Zerstörungen und Enteignung während der NS-Zeit wurde der Friedhof im Jahr 1952 restituiert. Dabei konnten einige wenige Grabsteine wieder errichtet werden.